# Želčany
Želčany (německy Seltschan, v letech 1880–1923 Selčany) jsou malá vesnice, část obce Chválenice v okrese Plzeň-město v Plzeňském kraji. Nachází se asi dva kilometry jižně od Chválenic. Prochází zde silnice I/20. Je zde evidováno 29 adres. V roce 2011 zde trvale žilo 77 obyvatel. Želčany jsou také název katastrálního území o rozloze 2,47 km².

## Historie

### Nejstarší písemné zmínky
Ves Želčany jsou v současné době společně se sousední vsí Chouzovy administrativní částí obce Chválenice. Jako původně samostatná obec se Želčany objevují v historických dílech až poměrně pozdě. Nejstarší písemné záznamy pocházejí z let 1377–1379. V roce 1377 jsou v souvislosti se sporem o obsazení chválenické fary jmenováni Jan a Vrbata ze Želčan, svědkové faráře Jindřicha Kabáta vladyky Viléma z Pušperka. V roce 1379 jsou Želčany zmíněny v berním rejstříku Plzeňského kraje. V tomto případě jsou uváděna jména Mladota a Hohniber, jimž patřilo ve vsi šest statků. Želčany měly již ve středověku strategicky výhodnou polohu v údolí Střížovického potoka, mezi hrady Radyně a Vlčtejn a na královské silnici z Plzně do Nepomuka.

### Nález pokladu z 11. století
Zdá se, že skutečná historie Želčan výrazně předchází první písemné zmínky. Svědčí o tom nález mincí, uskutečněný v roce 1884 při stavebních pracích ve zdejší usedlosti čp. 25. Při kopání základů – údajně na hrázi zaniklého rybníčku – narazil majitel nejprve na plochý břidlicový kámen a pod ním prokopl hliněnou nádobu džbánovitého tvaru. Z nádoby se vysypalo 2116 mincí, denárů z doby knížete Oldřicha, a čtyři malé náušnice. Mince – malé stříbrné plíšky – byly vyraženy v domácí vyšehradské mincovně. Celý poklad vážil 2 kg. Většinu mincí prodal hospodář Valdštejnovu zahradníkovi na Kozlu, archeologovi a tajemníkovi plzeňského historického muzea Františku Xaveru Francovi. Starší a početně nevelkou částí pokladu byly bavorské mince z 10. století, nad nimiž několikanásobně převládaly české denáry z první poloviny 11. století. S výjimkou denáru knížete Jaromíra z období konce jeho vlády, přinesl želčanský nález výhradně ražby knížat Oldřicha a Břetislava I.

### Do počátku třicetileté války
V roce 1401 patřily Želčany, společně s vesnicemi Habrovou, Chýnovem, Klabavou, Lučištěm, Němčovicemi, Německou Břízou a Žikovem k panství rokycanského proboštství. To pak bylo za válek husitských na krátkou dobu zničeno a kolem roku 1440 obnoveno. V roce 1546 byl majetek rokycanského proboštství zastaven králem Ferdinandem I. Habsburským městu Rokycany za 500 kop českých grošů s podmínkou, že bude město vydržovat dva kněze. Město Rokycany se hospodářsky vzmáhalo a roku 1575 koupilo od krále Maxmiliána II. majetek plaského kláštera a rokycanského proboštství. Vedle vsi Želčany připadly tehdy městu Rokycany také ves Německá Bříza s mlýnem, ves Nynice, pustá ves Habrová, pustá ves Klabava a pustina Kokotsko, ve vsi Újezdec (dnešní Újezd v Plzni 4) sedm sedláků, v Dlouhé Lhotě (dnešní Lhota pod Radčem) pět sedláků a v Němčovicích sedm sedláků. K panství města Rokycany patřily ve druhé polovině 16. století po určitou dobu také vesnice Čížkov, Dolany, Hořejší Lukavice, Chylice, Kamenný Újezd, Litohlavy, Nadryby, Přešín, Tymákov a Újezd (blíže neupřesněný), pět sedláků v Ejpovicích, dva chalupníci v jinak pusté vsi Habrová, pusté vsi Chácov a Levče, panské dvory Habrová, Mokrouše a Hradecko, Manholtovský mlýn u Nadryb, hrad Starý zámek u Ejpovic, vrch Hradiště u Ejpovic a les Čilina. V Želčanech bylo roku 1579 sedm osedlých hospodářů.
Konkrétnější zprávy o Želčanech existují od čtyřicátých let 16. století do dvacátých let 17. století, kdy je vesnice poměrně často zmiňována v různých rokycanských městských knihách. Z toho důvodu je možné udělat si poměrně jasnou představu o životě v malé vsi na počátku novověku. Z tohoto období jsou známa jména želčanských rychtářů, majetkové přesuny na statcích, spory s okolními vesnicemi i mimořádné události v životě zdejších lidí. Z dochovaných archivních pramenů je zřejmé, že převážná většina obyvatel Želčan bývala před třicetiletou válkou německého původu.

### Třicetiletá válka
Želčanská vrchnost, rokycanští měšťané, byla od husitských válek kališnického vyznání. Náboženské napětí je patrné i ve vztahu mezi želčanskými obyvateli a chválenickým farářem. Po bitvě na Bílé hoře bylo město Rokycany potrestáno za vzpouru a jeho majetek byl částečně zkonfiskován. Ve prospěch plaského kláštera se muselo vzdát vesnic Nadryby, Německá Bříza, Újezd u sv. Kříže a Nynice. Městu zbylo šest celých vsí – Čížkov, Kamenný Újezd, Litohlavy, Přešín, Tymákov a Želčany. Vsi Habrová a Klabava zůstávaly pusté, opuštěna byla také ves Chylice. Vesnice Čížkov a Přešín byly Rokycanskými roku 1623 zastaveny Adamovi staršímu Vratislavovi z Mitrovic proti dluhu 2000 kop grošů míšenských, které nebylo město schopno splatit. Pro město šlo o velkou ztrátu, jelikož v Čížkově a Přešíně se nacházely dvě vrchnostenské krčmy patřící k rokycanskému špitálu a jeden mlýn zvaný Hradecko (pravděpodobně pozůstatek panského dvora). Aby mohli zastavené vesnice vyplatit, rozhodli se Rokycanští roku 1629 prodat Želčany, v letech 1618–1627 několikrát vypleněnou, a tři sedláky ve vsi Němčovice. Želčany koupil 24. října 1629 za 2200 kop grošů míšenských hejtman Plzeňského kraje, Kryštof Karel Kokořovec z Kokořova, na Nebílovech a Žákavě. Po zbytek třicetileté války chybí informace o poměrech ve vsi Želčanech. Je zřejmé, že někteří hospodáři uprchli na sousední panství. Poválečné soupisy poddaných a první chválenické farní matriky ukazují, že během válečných a poválečných let došlo k úplné výměně obyvatelstva. Původní německé obyvatele nahradili noví osadníci s česky znějícími jmény. Tato výměna se pravděpodobně nedotkla jediné usedlosti – škalovského gruntu čp. 11. Součástí nebílovského panství byly Želčany, stejně jako Chválenice, až do konce feudalismu.

### Po třicetileté válce

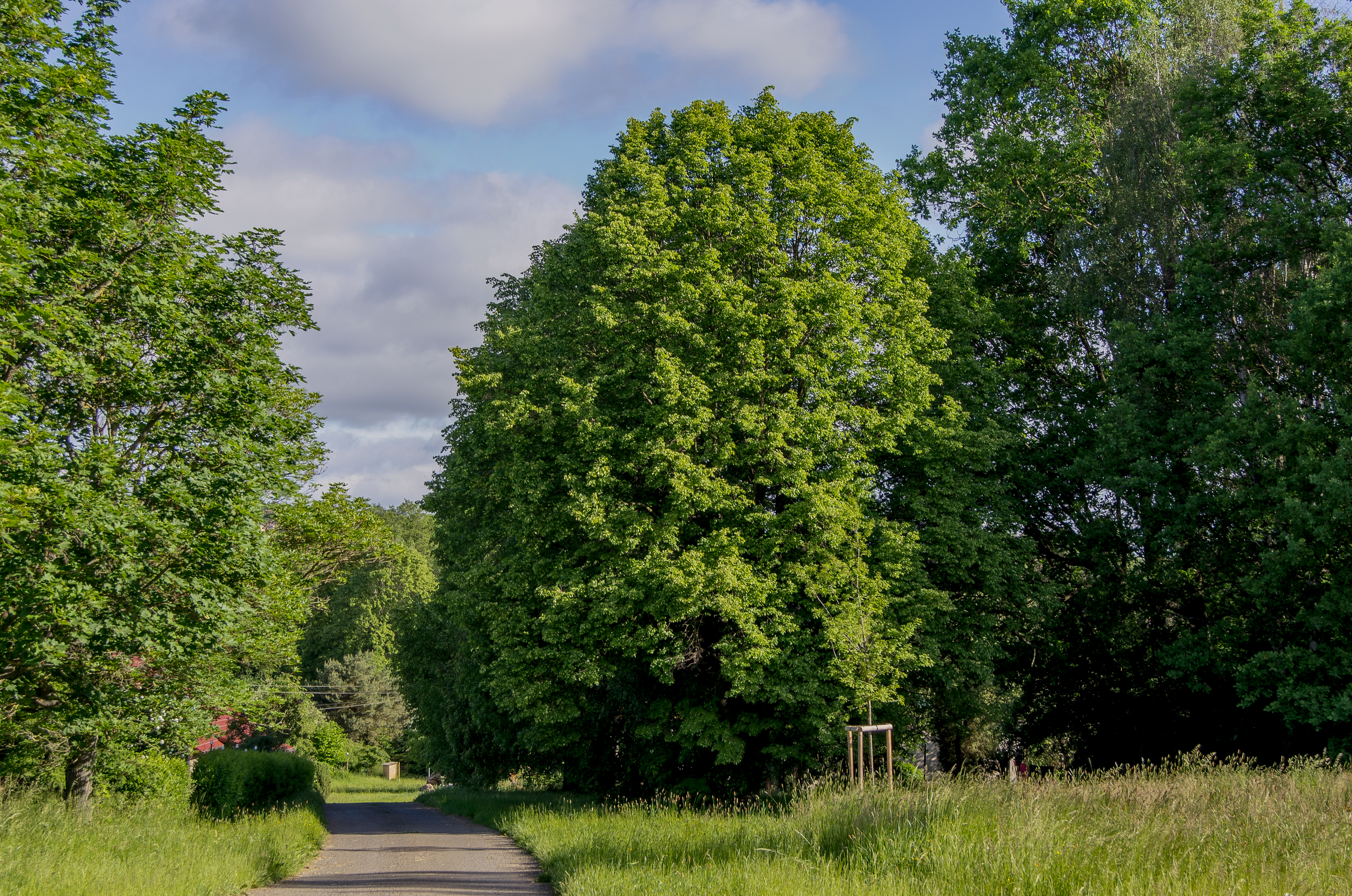
Alej republiky

První soupis poddanských usedlostí po třicetileté válce se konal v roce 1654. Nazýval se Berní rula. V obci v té době bylo sedm selských statků a dva pusté. Hospodářská situace poddaných se nelepšila a ti, pokud to šlo, z gruntu raději odcházeli, aby se vyhnuli tíživým povinnostem vůči vrchnosti. Roku 1678 byly, podle údajů z revidované Berní ruly, v Želčanech z devíti usedlostí obsazeny pouze čtyři, ostatní zůstávaly pusté. Podle přiznání chválenického faráře Jana Podhorského měly v této době Želčany 32 obyvatel. Demografická situace se ale začala pozvolna zlepšovat. V roce 1700 již v Želčanech žilo osmdesát obyvatel. Od 70. let 17. století je v Želčanech poprvé zmíněn kovář. Díky nejstarším chválenickým farním matrikám víme, že místní obyvatelé se věnovali také celé řadě dalších povolání a řemesel. Vedle kováře zde působili bečvář, kočí, kolář, myslivec, pastýř, rybníkář, sladovnický tovaryš, šenkýř a tkadlec. V osmdesátých letech 17. století byly pro Želčany založeny první pozemkové knihy, které umožňují ještě hlubší poznání poměrů v Želčanech. V 18. století vyvstala potřeba vyhotovit nový soupis poddaných a půdy. Vznikl takzvaný Tereziánský katastr, jenž byl pro Želčany sestaven v roce 1716. Novými prameny jsou v této době také urbář panství nebílovského z roku 1713 a údaje ze zádušní knihy chválenického farního kostela. V této době již bylo všech devět zdejších usedlostí obsazeno. Hospodáři byly značně bohatí a vlastnili velké výměry polí. Do konce 18. století se počet obyvatel téměř zdvojnásobil. Počet dvorů zůstal stejný, přibyly však podružské chalupy bez pozemků. V Josefském katastru se uvádí, že v roce 1787 bylo v Želčanech již 17 usedlostí.

### Nejnovější historie
Želčany byly hlavně zemědělskou obcí s převahou selské vrstvy. Od poloviny 19. století století vesnice už téměř nerostla. Přibylo několik domů, ale stav obyvatelstva zůstal stejný. V roce 1846 zde bylo 20 domů a 140 obyvatel, v roce 1924 domů 27 se 147 obyvateli, což svědčí o skutečně mírném vzestupu. Teprve poslední čtvrtstoletí 19. století vneslo jisté změny do celkového způsobu života obyvatel Želčan. Týkaly se hlavně způsobu obdělávání půdy. Velkou zásluhu na modernizaci hospodaření měl dlouholetý chválenický farář a rokycanský vikář Josef Vendelín Tangl. Rozvoj pokračoval až do období před první světovou válkou, kdy byla v obci založena organizace zemědělské agrární strany, a pak strany sociálně demokratické. Dne 5. srpna 1900 byla na želčanské návsi, na místě nedávno zbořené pastoušky, vystavěna zvonička, s jejíž pomocí bylo obyvatelstvo místním kovářem varováno před živelnými pohromami. V roce 1929 byl založen společný Sbor dobrovolných hasičů pro Želčany a Chouzovy.

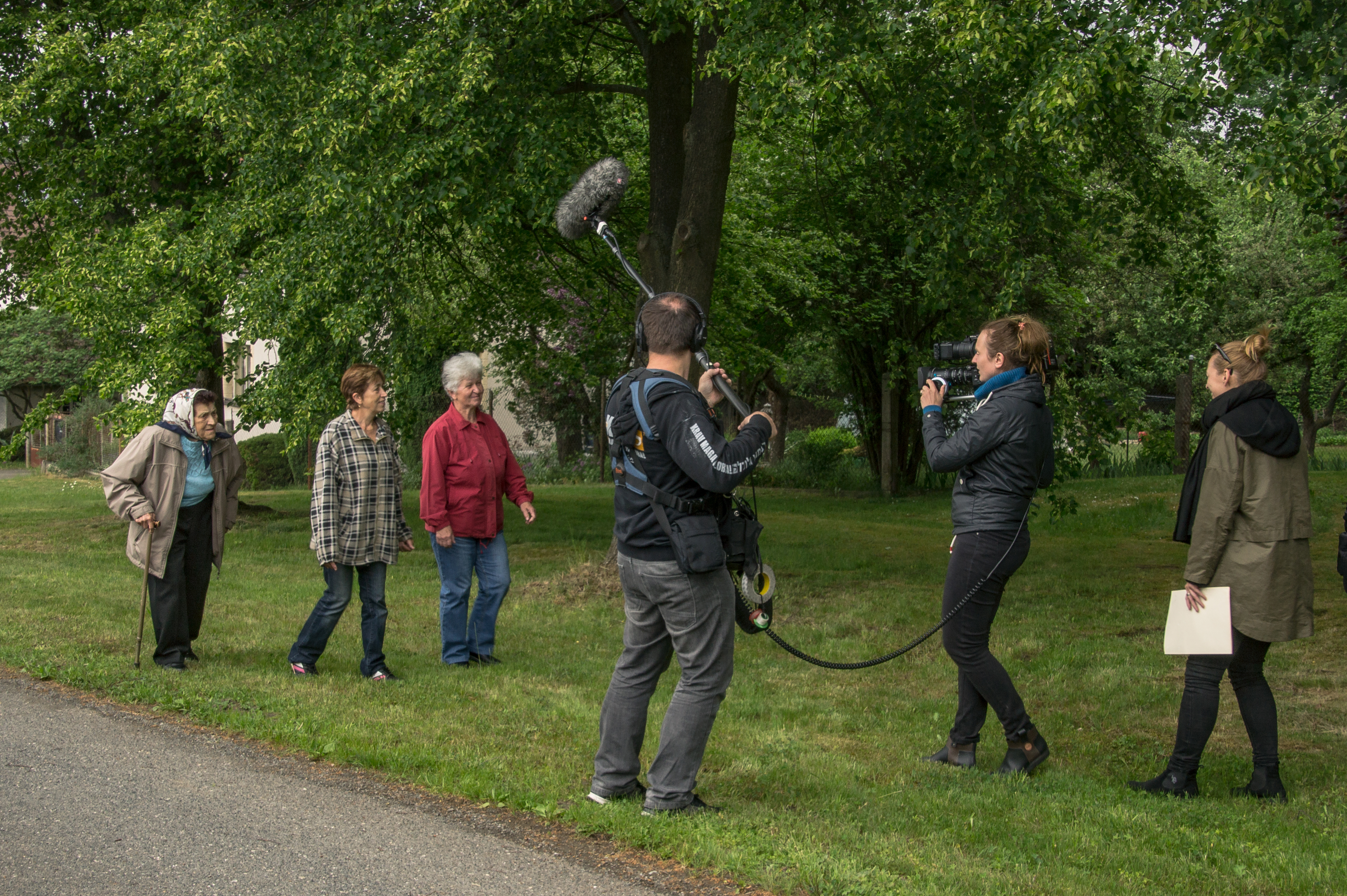
Natáčení dokumentu České televize o Aleji republiky v květnu 2018

V osmdesátých letech 19. století se obyvatelé odkázaní na zemědělství nemohli již uživit a masivně odcházeli za prací do Ameriky. Rovněž velká hospodářská krize třicátých let a nacistická okupace měly na život v obci stejně neblahý vliv. V únoru roku 1947 byl ve vsi postaven obecní dům, družstevní prádelna a 2. února pak založeno strojní družstvo. Po začlenění strojů do zemědělské výroby bylo v Želčanech 29. ledna 1950 založeno Jednotné zemědělské družstvo. Na schůzi občanů se v témže roce poprvé projednávalo sloučení Želčan a Chouzov. V roce 1960 došlo ke spojení želčanského a chouzovského JZD a roku 1964 bylo připojeno také družstvo chválenické, přičemž došlo ke vzniku společného JZD "Rozkvět". Integrace pokračovala v roce 1974, kdy se JZD "Rozkvět" sloučilo s JZD ve Šťáhlavech a Nezbavěticích v jeden velký ekonomický celek. V roce 1990 byla v Želčanech svépomocí vystavěna nová hasičská zbrojnice.

### Alej republiky
Dne 13. dubna 1969 vysadila pětice želčanských školáků, pod vedením kronikářů Václava Kosnara a Zdeňka Hostáně, na jižním okraji vsi Želčany pět lipek. Stromky symbolizovaly pět desetiletí svobodného Československa. Dnes lípy tvoří vzrostlé stromořadí známé jako Alej republiky. Dne 16. června 2018, byla v České televizi odvysílána, při příležitosti 100. výročí vzniku republiky, reportáž o založení a osudech této aleje.

## Současnost
Od roku 1945 obyvatelé Želčan vykonali mnoho pro rozkvět své vsi. V letech 1952–1953 byl postaven most, zrekonstruovaný v roce 2007, v roce 1965 bylo zřízeno veřejné výbojkové osvětlení a v letech 1968–1969 vystavěna kanalizace. V roce 1999 byla pod patronátem Obecního úřadu ve Chválenicích provedena celková plynofikace vsi a v roce 2000 proběhla oprava želčanské zvoničky. V posledních dvaceti letech jsou Želčany v regionu známy především díky opakovaným úspěchům místního sboru dobrovolných hasičů a jeho dětského družstva. Místní hasiči se navíc v Želčanech a sousedních Chouzovech starají o udržování lidových tradic a všeobecný rozvoj kulturního života.

## Obyvatelstvo
| Rok            | 1869 | 1880 | 1890 | 1900 | 1910 | 1921 | 1930 | 1950 | 1961 | 1970 | 1980 | 1991 | 2001 | 2011 | 2021 |
| -------------- | ---- | ---- | ---- | ---- | ---- | ---- | ---- | ---- | ---- | ---- | ---- | ---- | ---- | ---- | ---- |
| Počet obyvatel | 151  | 170  | 159  | 157  | 139  | 147  | 134  | 107  | 101  | 78   | 75   | 71   | 64   | 77   | 83   |
| Počet domů     | 23   | 25   | 26   | 27   | 27   | 27   | 27   | 26   | 43   | 19   | 19   | 24   | 24   | 25   | 30   |

## Obecní správa
Při sčítání lidu v letech 1850–1963 Želčany byly samostatnou obcí, se kterým patřil nejprve do okresu Plzeň, ale v roce 1950 v okrese Plzeň-okolí. Od roku 1964 jsou částí obce Chválenice v okrese Plzeň-jih, ale od 1. ledna 2007 v okrese Plzeň-město.

## Turistika
V Želčanech a okolí je několik turisticky zajímavých míst:
- Novogotická zvonička – vystavěna roku 1900 na návsi v Želčanech pro varování obyvatelstva před živelnými pohromami
- Alej republiky – skupina pěti lip vysazená roku 1969 při příležitosti 50. výročí vzniku Československé republiky
- Niklojc hruška, památný ovocný strom v Chouzovech
- kostel svatého Martina ve Chválenicích, pozdně barokní stavba od Kiliána Ignáce Dientzenhofera z let 1747–1752
- barokní zámek Nebílovy
- zřícenina gotického hradu Vlčtejn
- zřícenina gotického hradu Radyně
- barokní poutní kostel Nanebevzetí Panny Marie v Seči
- klasicistní zámek Kozel